# Manuela Zinsberger
Manuela Zinsberger (ur. 19 października 1995 w Stockerau) – austriacka piłkarka występująca na pozycji bramkarki w angielskim klubie Arsenal oraz w reprezentacji Austrii.

## Kariera klubowa
Karierę seniorską rozpoczęła w 2010 roku w klubie austriackiej Bundesligi, SV Neulengbach. Po czterech sezonach gry w tej drużynie, w lecie 2014 roku Zinsberger podpisała kontrakt z Bayernem Monachium. Od maja 2019 jest zawodniczką ekipy londyńskiego Arsenalu.

## Kariera reprezentacyjna
W reprezentacji Austrii zadebiutowała w czerwcu 2013 roku w wygranym 3:1 meczu ze Słowenią. Miała wtedy 17 lat, weszła na boisko w 46 minucie tego meczu, zmieniając w bramce Annę-Carinę Kristler.

## Sukcesy
SV Neulengbach
- ÖFB-Frauenliga: zwycięstwo (4x) 2010, 2011, 2012, 2013
- Puchar Austrii: zwycięstwo (3x) 2010, 2011, 2012

Bayern Monachium
- Frauen-Bundesliga: zwycięstwo (2x) 2015, 2016